# ジャンヌアルテス
ジャンヌアルテス（JEANNE ARTHES）は、フランスの香水ブランド。
この会社は1978年に、香料のメッカといわれるフランスのグラース地方に作られた。
特徴のあるデザインと豊富な種類の香水を世界各国で販売し、人気を博している。